# Anabathron luteofuscum
Anabathron luteofuscum is een slakkensoort uit de familie van de Anabathridae. De wetenschappelijke naam van de soort is voor het eerst geldig gepubliceerd in 1919 door May.